# 山下賢章
山下 賢章（、1944年〈昭和19年〉7月8日 - 2016年〈平成28年〉8月16日）は、日本の映画監督。東宝所属。鹿児島県肝属郡串良町出身。長男は政治運動家の山下万葉。

## 経歴
早稲田大学第一文学部哲学科を卒業後、1969年に東宝に入社。岡本喜八を筆頭に師事。1975年、本多猪四郎が監督を務めた『メカゴジラの逆襲』でチーフ助監督に就任。同作品への参加には、岡本からの後押しもあったという。
1979年に映画『トラブルマン 笑うと殺すゾ』で監督デビュー。東宝映画では監督を3本務めたらフリー契約をするという暗黙のルールがあったため、監督作を3本は撮りたいと考えていたが、邦画斜陽の時代では実現が難しく、その後も東宝社員のまま助監督時代が長く続いた。
2016年8月16日、急性心不全のため逝去。72歳没。同年11月27日には、東宝スタジオで「山下賢章監督を送る会」が開催された。

## 人物
映画業界を目指したきっかけは、学生時代に岡本喜八が監督を務めた映画『肉弾』（1968年）を観て感銘を受けたことであった。助監督時代に岡本へ師事したのも本人のたっての希望であった。東宝の富山省吾は、山下は岡本組の長男のような存在であったと述べている。
山下について、『ゴジラvsスペースゴジラ』に出演した橋爪淳は、俳優の自由に演じさせてくれたといい、話し合いでも自身の意見を押し付けてくることはなかったと証言している。同作品に出演した小高恵美は、山下からは抽象的なニュアンスで伝えられたといい、また山下を「すごくねばる監督」であったと述懐している。同じく出演者の吉川十和子は、山下を落ち着いていて穏やかな監督という印象であったといい、登場人物の心を大事にしており、心理的な描写が緻密であったと評している。監督助手の島田充は、山下は温和な人物であったが、撮影ではエネルギッシュにのめり込んでいたと証言している。撮影監督の岸本正広は、山下はあまり喋らないため誤解されることもあったが、頭の中ではいつも演出的に面白いことを考えていたと語っている。音楽を担当した服部隆之も、山下から要望を出すことはなかったが、キャラクターを深掘りする要素を教えられ、作曲がやりやすかったと述べている。

## 作品
| 公開年 | 公開年   | 作品名                                | 製作（配給）                                                           | 役職              |
| ------ | -------- | ------------------------------------- | ---------------------------------------------------------------------- | ----------------- |
| 1969年 | 9月27日  | 奇々怪々 俺は誰だ?!                   | 東宝 渡辺プロダクション （東宝）                                       | 監督助手          |
| 1970年 | 1月15日  | クレージーの殴り込み清水港            | 東宝 渡辺プロダクション （東宝）                                       | 監督助手          |
| 1970年 | 6月13日  | 喜劇 負けてたまるか!                  | 東宝 渡辺プロダクション （東宝）                                       | 監督助手          |
| 1970年 | 9月12日  | ひらヒラ社員 夕日くん                 | 東宝 （東宝）                                                          | 監督助手          |
| 1970年 | 11月28日 | ひらヒラ社員夕日くん ガールハントの巻 | 東宝 （東宝）                                                          | 監督助手          |
| 1971年 | 7月3日   | 愛ふたたび                            | 東宝 （東宝）                                                          | 監督助手          |
| 1971年 | 8月14日  | 激動の昭和史 沖縄決戦                 | 東宝 （東宝）                                                          | 監督助手          |
| 1972年 | 2月26日  | 制服の胸のここには                    | 東宝 （東宝）                                                          | 監督助手          |
| 1974年 | 5月15日  | 喜劇 だましの仁義                     | 東宝映画 （東宝）                                                      | 監督助手          |
| 1974年 | 9月21日  | 青葉繁れる                            | 東宝映画 （東宝）                                                      | 監督助手          |
| 1974年 | 11月2日  | 沖田総司                              | 東宝映画 （東宝）                                                      | 監督助手          |
| 1975年 | 3月15日  | 吶喊                                  | 喜八プロ 日本アート・シアター・ギルド （日本アート・シアター・ギルド） | 監督助手          |
| 1975年 | 3月15日  | メカゴジラの逆襲                      | 東宝映像 （東宝）                                                      | チーフ助監督      |
| 1975年 | 7月12日  | 東京湾炎上                            | 東宝映画 東宝映像 （東宝）                                             | 監督助手          |
| 1975年 | 11月1日  | 陽のあたる坂道                        | 東宝映画 （東宝）                                                      | チーフ助監督      |
| 1976年 | 1月17日  | 妻と女の間                            | 東宝映画 （東宝）                                                      | チーフ助監督      |
| 1976年 | 10月2日  | 喜劇 百点満点                         | 東宝映画 （東宝）                                                      | チーフ助監督      |
| 1977年 | 2月11日  | 青春の門 自立篇                       | 東宝映画 （東宝）                                                      | 監督助手          |
| 1977年 | 4月29日  | 青年の樹                              | 東宝映画 （東宝）                                                      | 監督助手          |
| 1977年 | 10月29日 | 姿三四郎                              | 東宝映画 （東宝）                                                      | チーフ助監督      |
| 1978年 | 10月7日  | ダイナマイトどんどん                  | 大映 （東映）                                                          | 監督助手          |
| 1978年 | 11月23日 | ブルークリスマス                      | 東宝映画 （東宝）                                                      | 監督助手          |
| 1979年 | 4月28日  | 乱れからくり                          | 東宝映画 （東宝）                                                      | 監督助手          |
| 1979年 | 8月4日   | トラブルマン 笑うと殺すゾ             | 東宝映画 （東宝）                                                      | 監督              |
| 1979年 | 12月1日  | 英霊たちの応援歌 最後の早慶戦         | 東京12チャンネル （東宝）                                              | 別班監督          |
| 1980年 | 8月30日  | 地震列島                              | 東宝映画 （東宝）                                                      | 監督助手          |
| 1981年 | 11月7日  | 駅 STATION                            | 東宝映画 （東宝）                                                      | チーフ助監督      |
| 1981年 | 12月19日 | 近頃なぜかチャールストン              | 喜八プロ ATG （ATG）                                                   | 監督助手          |
| 1983年 | 5月21日  | 細雪                                  | 東宝映画 （東宝）                                                      | 監督助手          |
| 1984年 | 7月7日   | 夏服のイヴ                            | 東宝映画 （東宝）                                                      | チーフ助監督      |
| 1984年 | 12月15日 | ゴジラ                                | 東宝映画 （東宝）                                                      | 監督助手・B班監督 |
| 1985年 | 11月9日  | 春の鐘                                | 東宝映画 （東宝）                                                      | チーフ助監督      |
| 1986年 | 12月13日 | 恋する女たち                          | 東宝映画 （東宝）                                                      | 監督補            |
| 1987年 | 8月1日   | 19ナインティーン                      | 東宝映画 ジャニーズ事務所 （東宝）                                     | 監督              |
| 1989年 | 4月15日  | YAWARA!                               | 東宝映画 ハミングバード （東宝）                                       | チーフ助監督      |
| 1991年 | 1月15日  | 大誘拐 RAINBOW KIDS                   | 「大誘拐」製作委員会 （東宝）                                          | 監督補            |
| 1994年 | 2月5日   | ラストソング                          | フジテレビジョン 東宝映画 （東宝）                                     | チーフ助監督      |
| 1994年 | 12月10日 | ゴジラvsスペースゴジラ                | 東宝映画 （東宝）                                                      | 監督              |